# St. Catherines Island

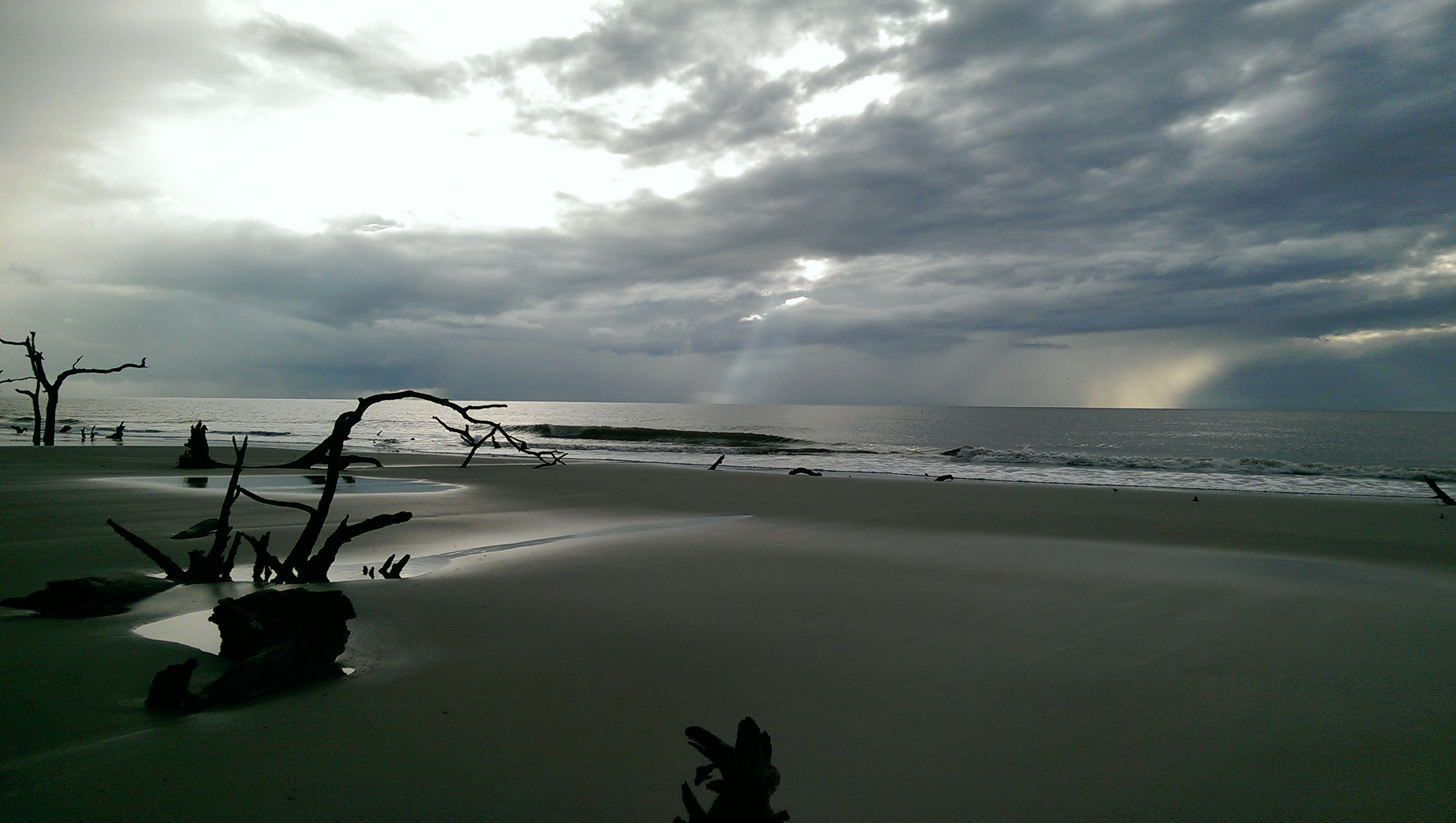
St. Catherines Island, Strandsicht

St. Catherines Island (auch: Saint Catherines Island; historisch: St. Catherine’s Island, Guale, Santa Catalina) ist eine Insel an der Küste des amerikanischen Bundesstaats Georgia, etwa 56 Kilometer südlich von Savannah im Liberty County.
Die Insel ist einerseits ein wichtiger Standort zur Erforschung gefährdeter Tier- und Pflanzenarten in einem speziellen Ökosystem. Darüber hinaus öffnen die Siedlungsreste auf der Insel der historischen und archäologischen Forschung besondere Einblicke in die amerikanische Ur- und Frühgeschichte wie in die frühe Geschichte der Kolonisation Amerikas: St. Catherines Island war über Jahrtausende – seit etwa 3000 v.u.Z. bis Mitte des 18. Jahrhunderts – von amerikanischen Ureinwohnern besiedelt, und im 16. und 17. Jahrhundert existierte dort eine wichtige spanische Missionsstation.
Aufgrund der bedeutenden archäologischen Überreste und der historischen Bauwerke und Ruinen der genannten und späterer Siedlungsepochen wurde die Insel 1969 zum National Historic Landmark District (NHLD) der Vereinigten Staaten erklärt und in das National Register of Historic Places (NRHP) aufgenommen.

## Geografie
Die – abgesehen von einer Forschungsstation – unbewohnte Insel gehört zu den Sea Islands, einer Kette von mehr als 100 Barriereinseln, die den Atlantik-Küsten South Carolinas, Georgias und Floridas vorgelagert sind. Sie ist 16 Kilometer lang, die größte Breite beträgt knapp 5 Kilometer. Die höchste Erhebung liegt 4 Meter über dem Meeresspiegel.
Mehr als die Hälfte der 89 km² Bodenfläche sind Marsch- und Feuchtgebiete sowie Salzwiesen, ungefähr ein Viertel der Insel ist dicht bewaldet. Ein weißer, mehr als 17 km langer Sandstrand erstreckt sich um die Ostseite der Insel.
St. Catherines Island ist im Besitz der Saint Catherines Island Foundation und ist – abgesehen vom Sandstrand – nicht für die Öffentlichkeit zugänglich.

## Geschichte

### Präkolumbianische Zeit
St. Catherines Island wurde ca. 3000 v. Chr. vom Festland getrennt und kurz darauf trafen die ersten Inselbewohner ein. Derzeit verfügbare Daten deuten darauf hin, dass während der späten prähistorischen Zeit die Insulaner den Anbau von Mais begannen. Obwohl der intensive Maisanbau erst etwa ein Jahrhundert vor der Ankunft der europäischen Kolonisten begann, wurden die Arbeitskräfte und die von ihr produzierten landwirtschaftlichen Produkte direkt in Tributzahlungen umgesetzt, die sowohl dem Lebensunterhalt als auch der politischen Macht der Küstenhäuptlinge dienten.

### Spanische Kolonialzeit
1576 existierte die Stadt Guale auf der Insel. Die Guale-Indianer wurden von den Spaniern nach dieser Siedlung auf St. Catherines Island benannt und die spanische Mission auf St. Catherines wurde bekannt als Santa Catalina de Guale. 1680 schickten die Briten eine Streitmacht an die Küste und griffen Santa Catalina de Guale an. Obwohl die Guale die Invasoren erfolgreich zurückhielten, waren sie entsetzt über den Angriff und St. Catherines Island wurde bald verlassen. Britische Reisende beschrieben 1687 und 1738 die Ruinen von Santa Catalina.

### Englische Kolonialzeit
James Edward Oglethorpe gründete 1733 die Kolonie Georgia. Mary Musgrove, die einen Handelsposten betrieb, war von 1732 bis 1743 seine Dolmetscherin und Vermittlerin bei den einheimischen Stämmen. Nachdem Oglethorpe die Städte Savannah und Augusta gegründet und benannt hatte, führte er ein Kontingent von Siedlern, Soldaten und Söldnern nach St. Simons Island. Auf dem Weg dorthin lagerten seine Leute auf St. Catherines Island. 1760 ließ sich Mary Musgrove Bosomworth auf St. Catherines Island nieder, auf der zu dieser Zeit auch mehrere Yamassee-Familien lebten. Die Bosomworths hielten Rinder, Schweine und Pferde und entwickelten eine Plantage. 1765 verkaufte Mary Musgroves Ehemann die Insel an Button Gwinnett, der 11 Jahre auf St. Catherines lebte und bei einem Duell während der Revolution getötet wurde. Nach dem Unabhängigkeitskrieg war der Besitz der Insel umstritten und die Gerichte teilten die Insel auf. Jacob Waldburger erwarb 1800 das Nordende der Insel und 1812 den Rest der Insel für die Hauptproduktion von Baumwolle. Vor dem Ende des Bürgerkriegs, residierte Tunis Campbell, der Leiter des örtlichen Freedmen’s Bureau, auf St. Catherines. Campbell reiste kurz nach Kriegsende ab.

### Neuzeit
Ein kubanischer Waffenschmuggler, bekannt als Captain Rodriguez, kaufte die Insel und nutzte sie etwa ein Jahrzehnt lang als Operationsbasis. Seine Witwe verkaufte die Insel an eine Familie Rauers, die bis Ende der 1920er Jahre eine Austernfischerei auf der Insel betrieb. 1893 verursachte ein Hurrikan katastrophale Zerstörungen und alle Gebäude wurden zerstört. Während des Zweiten Weltkriegs unterhielt die Küstenwache U-Boot-Beobachtungsposten auf St. Catherines. 1943 kaufte Edward John Noble die Insel von der Familie Rauers. Nach dem Ende des Zweiten Weltkriegs ließ Noble Wälder roden und züchtete dort Angus-Rinder. Noble besaß die Süßwarenfirma Life Savers und veranstaltete in den 1950er Jahren Firmenversammlungen auf der Insel. Er war auch Gastgeber von Gästen wie dem ehemaligen Präsidenten Dwight D. Eisenhower und dem ehemaligen Präsidenten Richard Nixon. Zehn Jahre nach seinem Tod, wurde die Insel 1968 an die Edward J. Noble Foundation übertragen. Die Insel gehört jetzt der St. Catherines Island Foundation. Ziel der Stiftung ist die Erhaltung der natürlichen Ressourcen, das Überleben gefährdeter Arten zu schützen und historische Stätten zu erhalten.

## Natur
In den späten 1960er Jahren suchte man nach verschiedenen Möglichkeiten, wie die Insel am besten unter Erhaltung der besonderen Wildheit genutzt werden kann. Ein Berater wurde beauftragt, einen Naturschutzplan zu erstellen, und er holte den Rat von Wissenschaftlern und Naturschützern des American Museum of Natural History, der New York Zoological Society (NYZS) und der University of Georgia ein. Das American Museum of Natural History (AMNH) wurde gebeten, ein Forschungsprogramm auf der Insel zu überwachen. 1972 kamen die ersten Forscher des AMNH, um Untersuchungen zur Flora und Fauna auf der Insel durchzuführen. 1981 wurde die Insel auf die St. Catherines Island Foundation übertragen. Die Noble Foundation ist nach wie vor die Hauptfinanzierungsquelle für die auf der Insel durchgeführten Forschungs-, Bildungs- und Naturschutzprogramme. Von 1974 bis 2007 betrieb die Wildlife Conservation Society auf St. Catherines Island eine Zuchtanlage für seltene und gefährdete Arten. Als Ergebnis dieses ehrgeizigen Projekts lebten während seines 33-jährigen Bestehens mehrere tausend Säugetiere, Vögel und Reptilien von 54 verschiedenen Arten auf der Insel.
Etwa die Hälfte der Insel besteht aus Salzwiesen, die verbleibende Fläche ist bewaldet. Im Nordosten und Süden der Insel gibt es Strände.